# Fotomanipulace

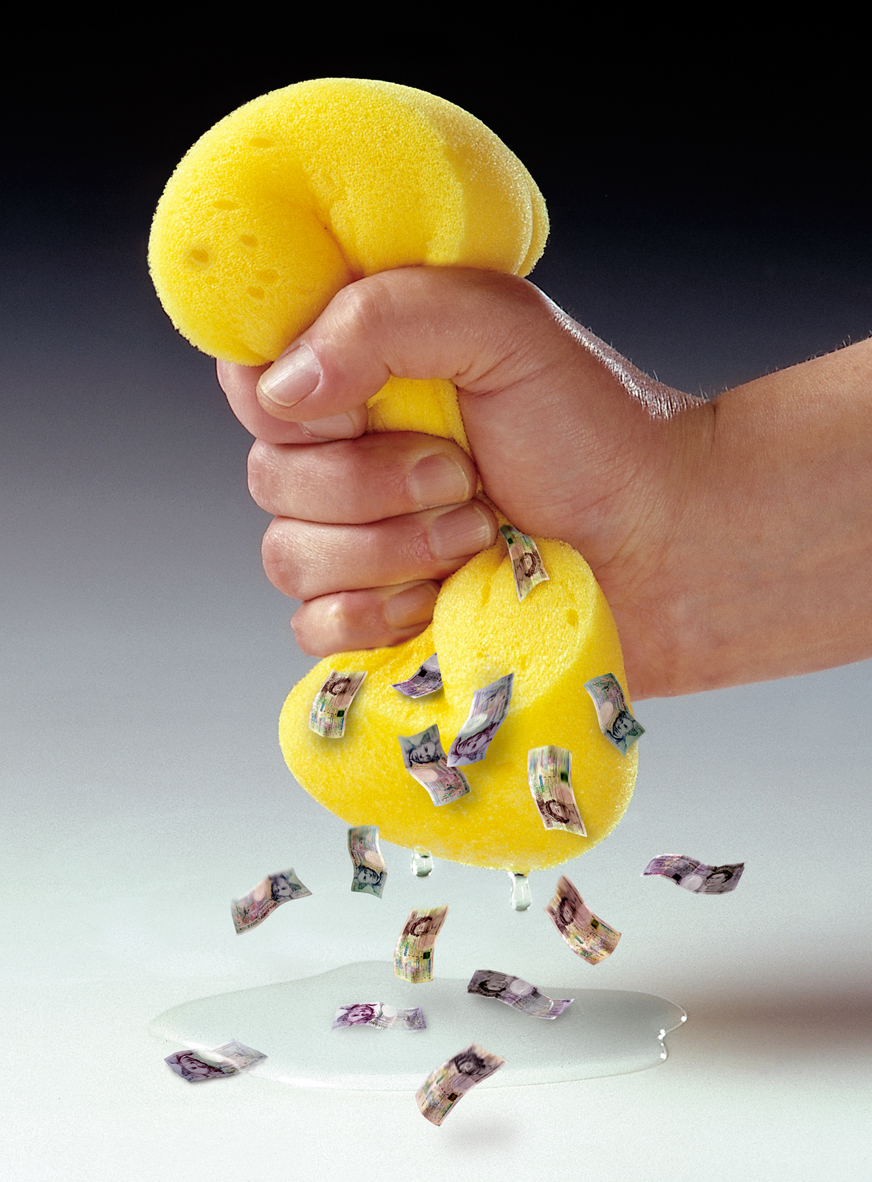
Fotografie, která byla zkomponována a zmanipulována v editačním grafickém programu

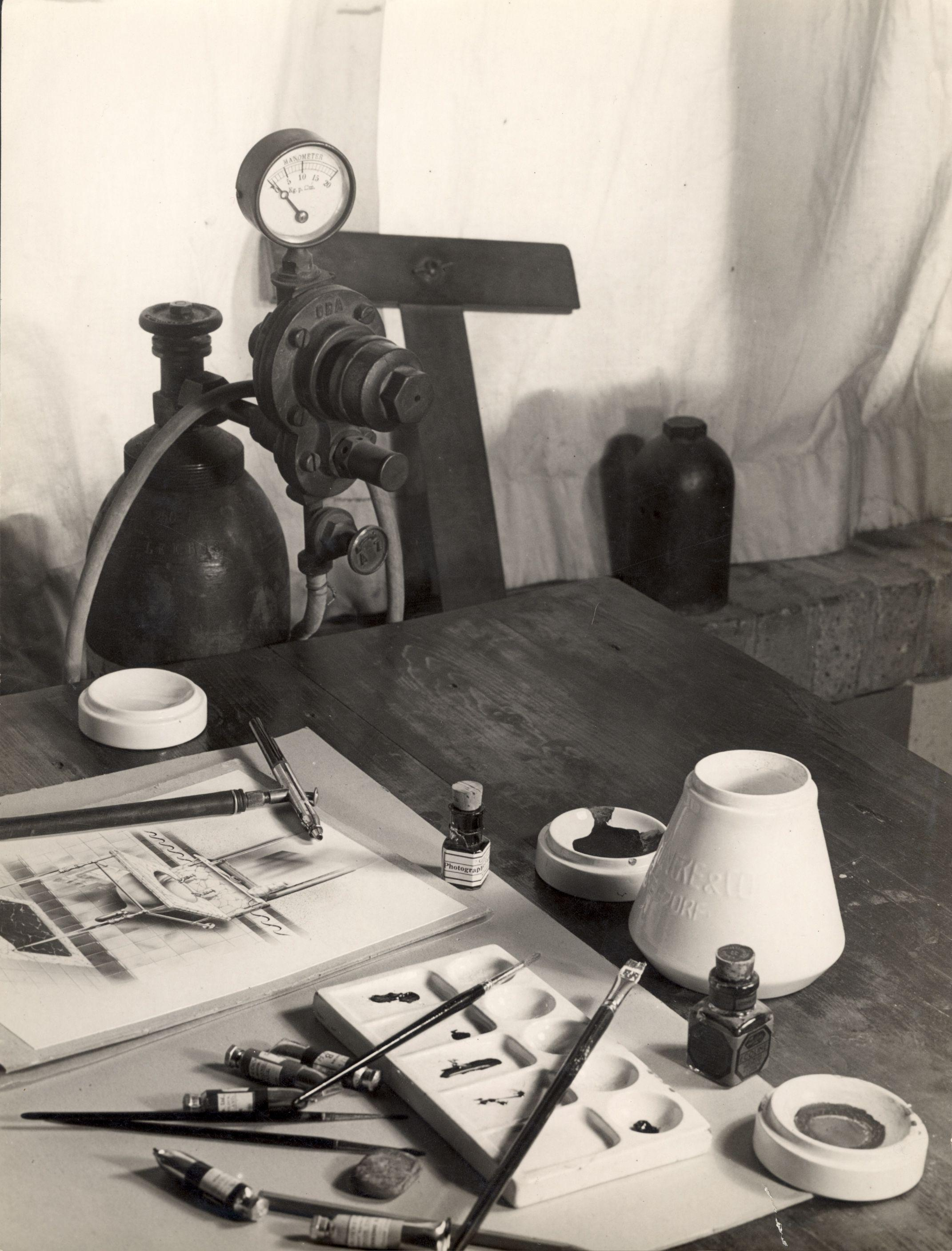
Výbava klasického retušéra, archiv Nationaal Archief

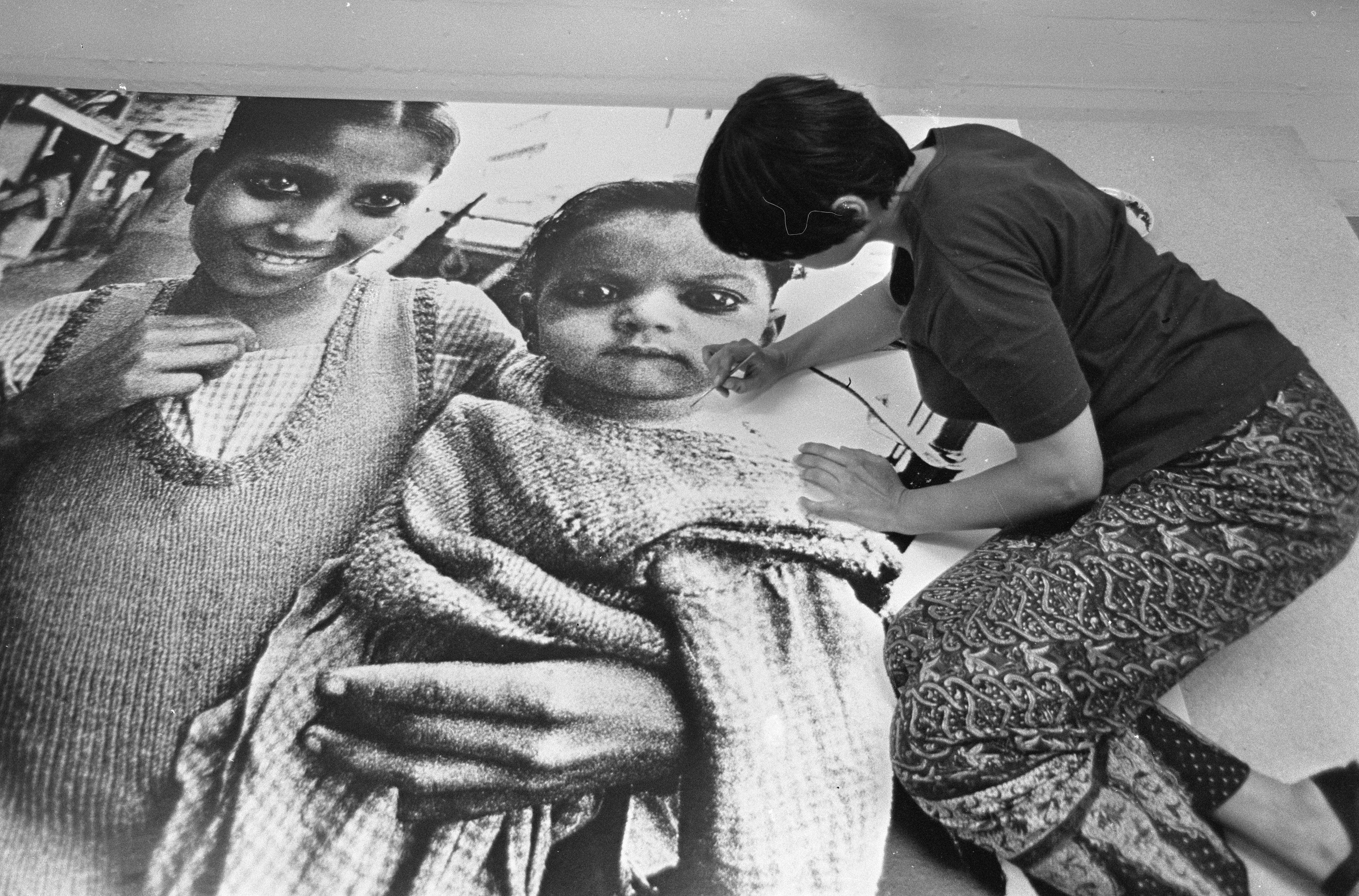
Retušování velkoformátové fotografie

Fotomanipulace nebo fotografická manipulace je označení pro metodu úpravy klasické nebo digitální fotografie. Jejím účelem je zejména vyvolat iluzi či dojem z výsledného obrazu, kterého by nebylo původní fotografií možno dosáhnout.
Fotomanipulaci lze jednoduše popsat jako retušování či tvorbu koláže pomocí vícera fotografií. V dnešní době se tvorba fotomanipulace přesunula z temných komor a od ručního vystřihování a lepení na počítače a existuje spousta grafických programů, které práci výrazným způsobem usnadňují a urychlují. Mezi nejrozšířenější patří program Photoshop od firmy Adobe.
Fotomanipulace je využívána nejen v komerční fotografii a průmyslovém designu, ale i umělci věnujícími se tvorbě svých výtvarných děl pomocí této metody. Na druhou stranu bývá manipulace s obrazem zneužívána v novinářské fotografii.
S novými médii a technologiemi se mění náš způsob vnímání. Otevírají se otázky, zda ještě fotografii a dalším obrazům, které nás obklopují, důvěřujeme, do jaké míry manipulace obrazem ovlivňuje politiku a umění, a jaké pozitivní a negativní vlivy to má na současnou společnost.
Štěpán Pudlák, 2010

## Historie
K manipulacím s obrazovými informacemi docházelo v historii na různých místech světa. Například v USA, Sovětském svazu, na Kubě i v Německu.
V USA fungovala společnost Farm Security Administration (FSA), která byla vytvořena v roce 1935 v rámci New Deal. Úkolem bylo v krizi pomáhat proti americké venkovské chudobě. FSA podporovalo skupování okrajových pozemků, práci na polích s moderními stroji a kolektivizaci. Roku 1935 zahájila fotografickou kampaň, do jejíhož sociologicko-dokumentárního programu se zapojila řada fotografů. Měla za úkol sestavit dokumentaci sociálních problémů v jižních státech USA. Těmto fotografům vděčíme za výjimečný obraz Ameriky v době krize a jejích dozvuků. V tomto období se formovala „dokumentární fotografie“. Jejími hlavními charakteristikami byl důraz na realismus, snaha bez příkras zachytit věci takové, jaké jsou, spoluprožití bídy a utrpení, jasný morální postoj a konečně samotné vědomí specifičnosti tohoto média. Se vstupem USA do druhé světové války však nastala změna. Projekt dostal jiné jméno – Office of War Informations – a také jiný program. Ve válce musela propaganda ukazovat, jak jsou Spojené státy silné a ne jaké mají potíže. V roce 1948, kdy FSA zanikla, byla dokonce snaha pořízené dokumenty zničit, aby nemohly být použity pro komunistickou propagandu.
V průběhu druhé světové války působila v Německu propagandistická skupina Propagandakompanie (takzvaná Propagandatruppe).

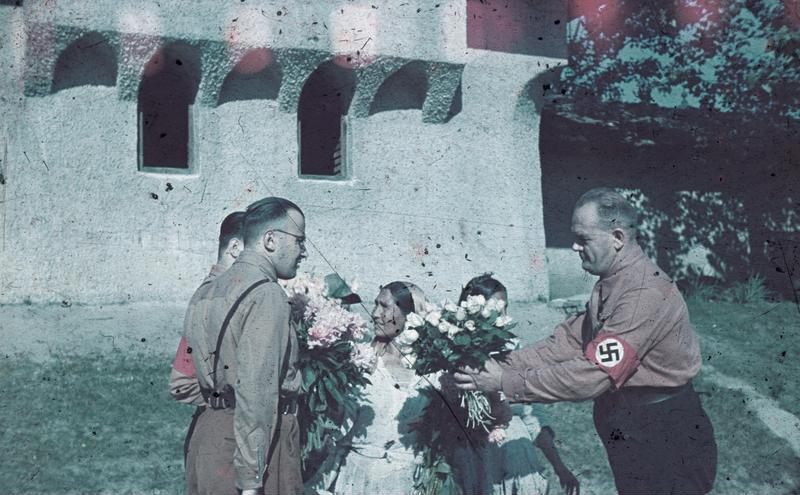
Horst Grund: Příslušníci NSDAP s dárky, Rumunsko, 1941

## Známé případy fotomanipulace

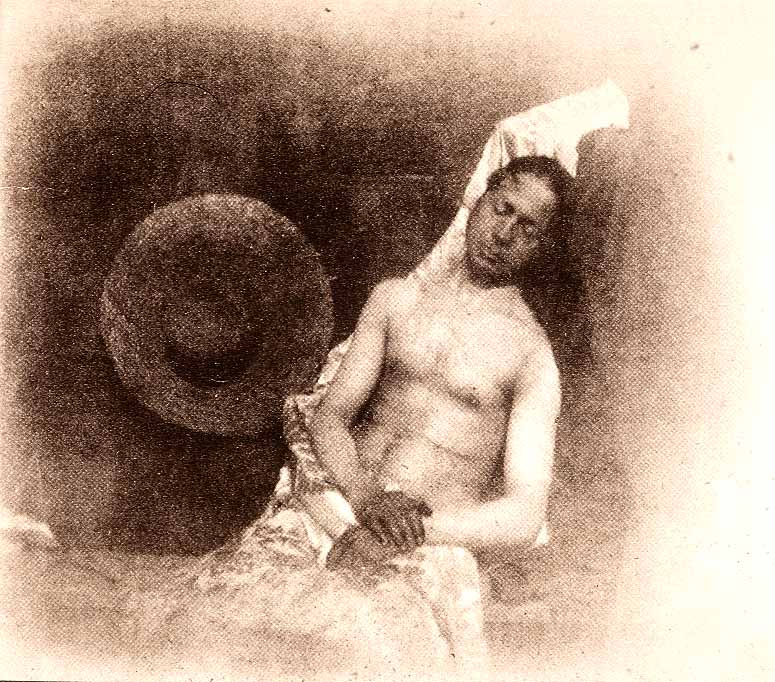
Hippolyte Bayard, Sbohem, krutý světe!, 1840

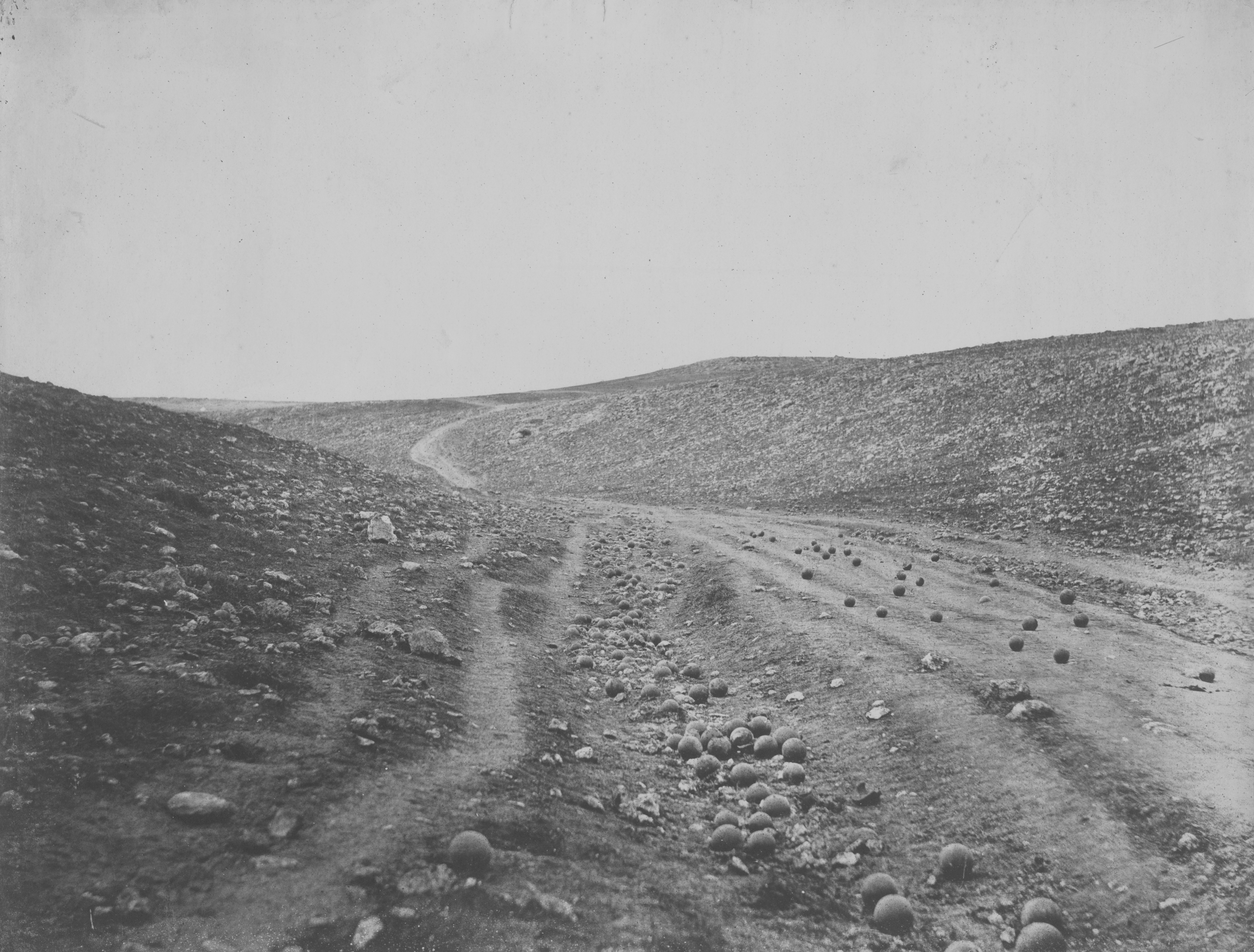
Roger Fenton: Údolí stínu smrti s cestou plnou dělostřeleckých koulí, 1855

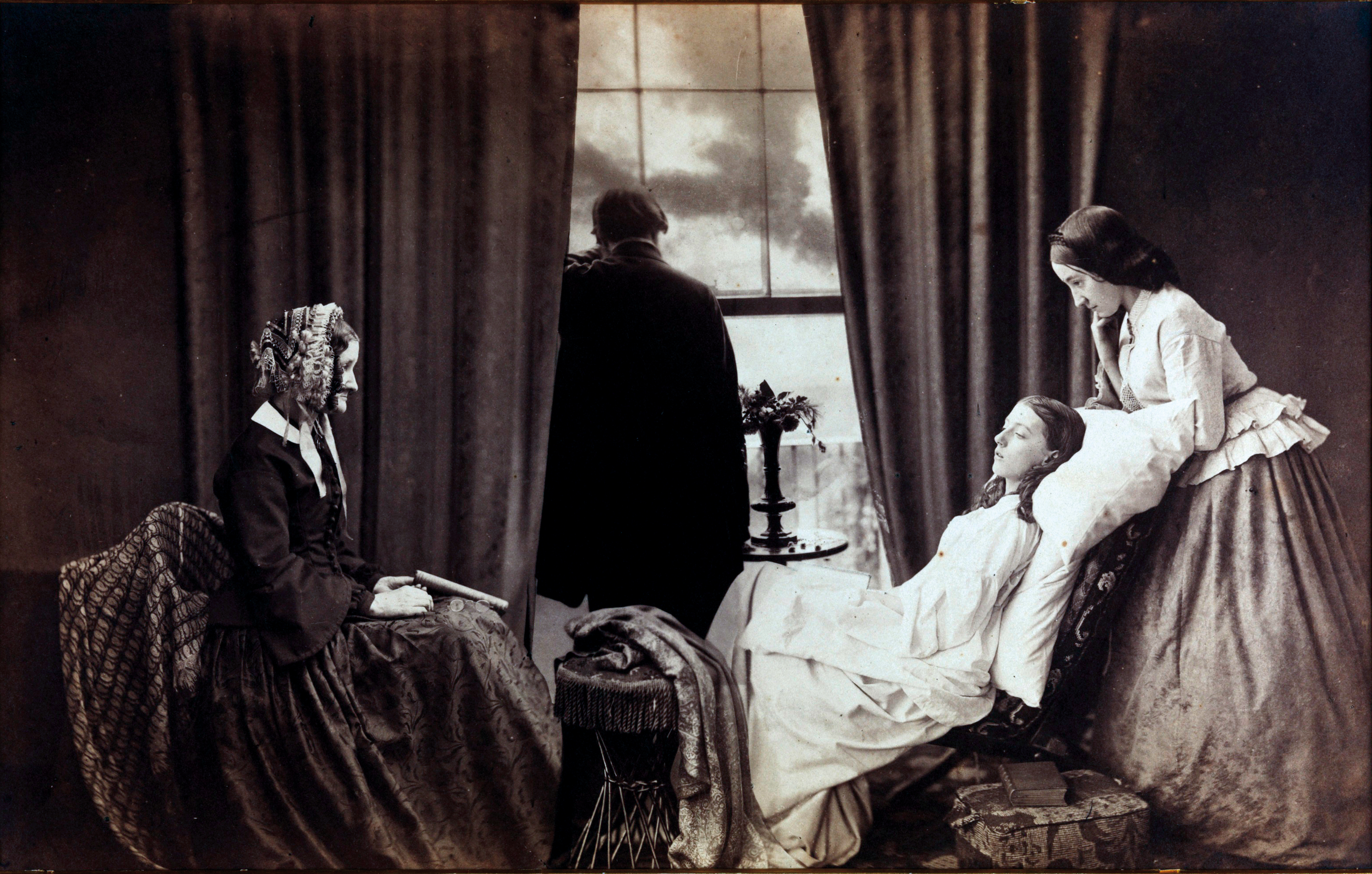
H. P. Robinson: Odcházení (1858)

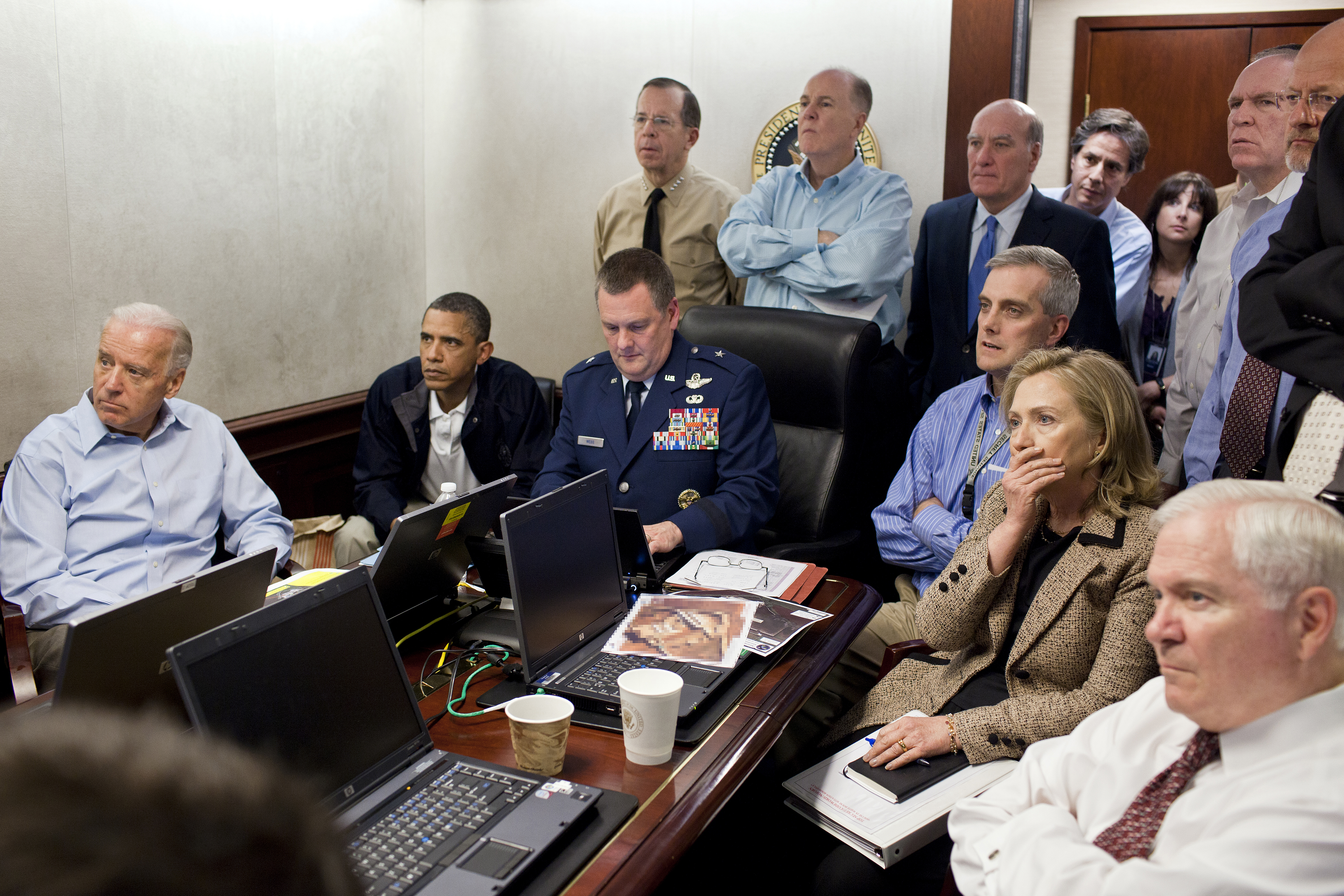
Židovské noviny Di Tzeitung vyretušovaly z fotografie amerických nejvyšších činitelů sledující průběh zabití bin Ládina všechny ženy, 1. května 2011

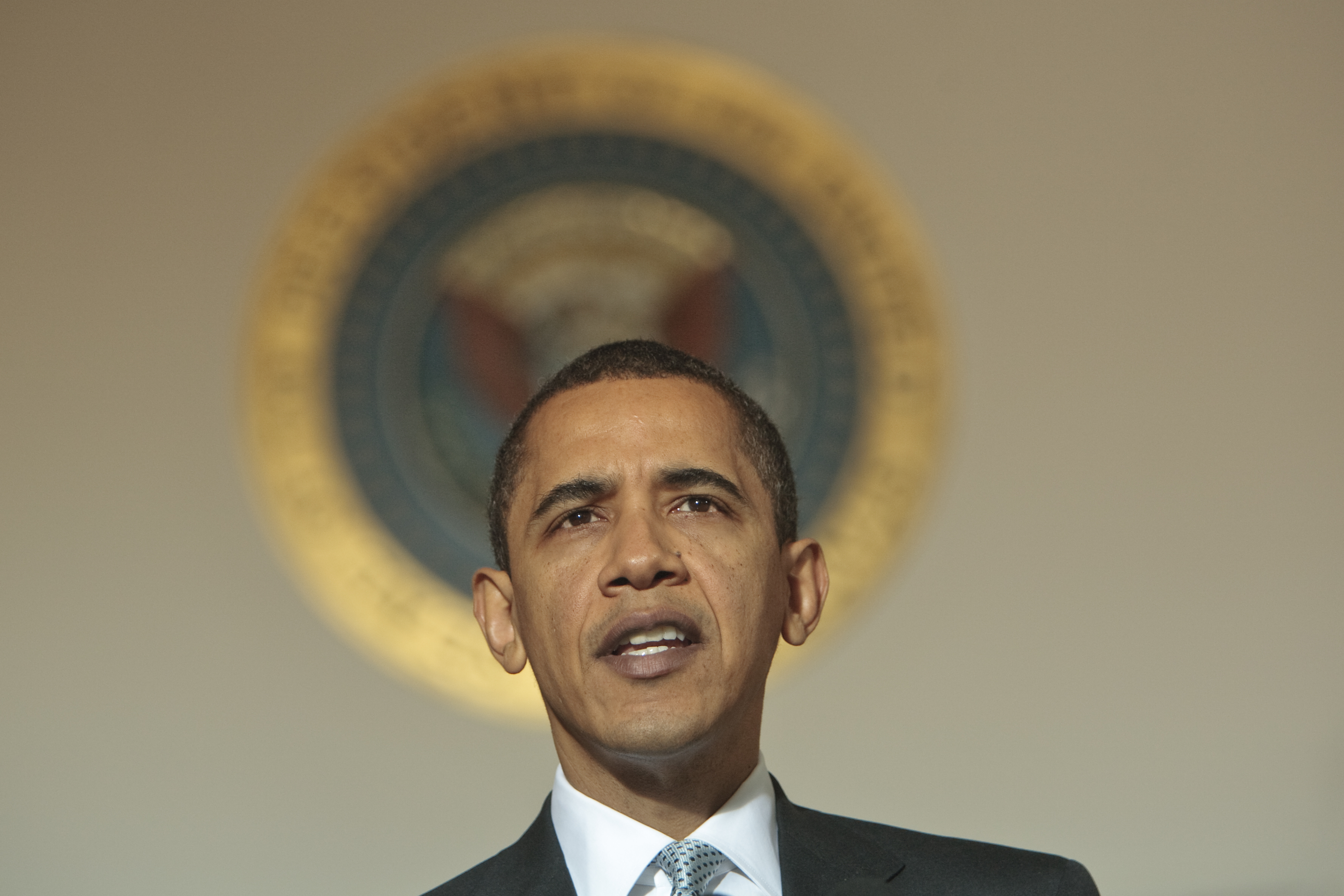
Lawrence Jackson: Obama, 2009; prezidentský znak za prezidentovou hlavou připomíná svatozář

1. Pravděpodobně nejstarším pokusem o zmanipulování fotografie je autoportrét francouzského fotografa Hippolyte Bayarda z 18. října 1840, nazvaný "Sbohem, krutý světe!". Bayard sám sebe naaranžoval jako utopeného na protest proti nedostatku oficiálního uznání jeho podílu na vynálezu fotografie (proces kopírování přímých pozitivů). Snímek na papíře je na zadní straně opatřen textem se sebevražedným prohlášením, v němž uvádí: …"Vláda, která tolik dala panu Daguerrovi, řekla, že nemůže nic udělat pro pana Bayarda, a ten nešťastník se utopil.." (Hippolyte Bayard, 18. října 1840). Na dalším autoportrétu, zhotoveném o deset let později, je Bayard zachycen při práci v ateliéru. Zemřel v roce 1887 přirozenou smrtí.[5]
2. Roger Fenton fotografoval Krymskou válku (1853–1856) a také krajinu blízko Light Brigade příznačně popsaném v proslulém Tennysonově snímku "Útok lehké brigády" (The Charge of the Light Brigade) jako Údolí smrti (The Valley of Death). Fenton pojmenoval své fotografie podobně: Údolí stínu smrti (The Valley of the Shadow of Death). V tomto údolí byly pořízeny dva obrázky. Jeden s několika dělovými koulemi na silnici, druhý pouze s prázdnou silnicí. Názory na to, jaký snímek byl pořízen jako první, se liší. Režisér Errol Morris napsal řadu pojednání o důkazech. Došel k závěru, že fotografie bez dělových koulí byla pořízena jako první, ale zůstává nejisté, kdo přesunul koule na silnici v druhém obrázku? Byly záměrně umístěny na silnici Fentonem k posílení image, nebo koule z příkopu vyndali vojáci, aby je mohli znovu použít?[6][7][8] Fotografie měly být použity ke zmírnění obecné averze britského národa k nepopulární válce a ke zmaření protiválečného zpravodajství The Times. Fotografie proto byly zveřejněny v méně kritickém Illustrated London News. Fenton se bránil vytváření obrázků mrtvých, zraněných nebo zmrzačených vojáků.
3. Henry Peach Robinson, průkopník piktorialismu a výtvarné fotografie, vytvořil manipulovanou kompozici „Odcházení“ z roku 1858, která zobrazuje umírající dívku obklopenou příbuznými. Fotografie byla populární a zároveň módně morbidní. Jednalo se o montáž 5 snímků, kterou se autor snažil co nejvíce přiblížit malířskému obrazu. Realisticky působící scéna, umocněná fotografickou technikou, byla velmi dojímavá v souladu s autorovým záměrem. U diváků, kteří v ní nepoznali fikci, vyvolávala pohoršení.
4. Lincoln 1860[9] označuje téměř kultovní portrét amerického prezidenta Abrahama Lincolna, který je složen z Lincolnovy hlavy a těla politika Johna Calhouna. Je velmi dobrým příkladem fotografie, kterou velmi dobře zná široká veřejnost z reálného života.
5. Zvláštní způsob inscenace fotografického záběru používal francouzský fotograf Nadara, který v sedmdesátých letech 19. století dokumentoval pařížské katakomby. Technika byla stále ještě nedokonalá a vyžadovala dlouhé expoziční časy, tak Nadar používal místo živých pracovníků pózující figuríny, které přenášel z místa na místo.
6. Profesor Ronald J. Rychlak, který ověřoval údaje z Cornwellovy knihy Hitlerův papež, poukázal na manipulace s fotografií na titulní straně anglického vydání, aby vsugeroval čtenáři pocit, že se Pius XII. krátce před svojí volbou papežem setkal s Hitlerem (což není pravda).[10]
7. Historik fotografie prof. Rudolf Skopec uvádí jako jeden z nejstarších případů zneužití fotomontáže zfalšovanou fotografii skupiny osob před Vendômským sloupem, mezi nimiž je i francouzský malíř a architekt Gustav Courbett. Zobrazená skupina měla iniciovat zboření sloupu. Na základě podvržené fotografie byl Courbett odsouzen a byl propuštěn, až když se našel originální záběr, na jehož základě bylo možno prokázat, že fotografie předložená jako důkaz byla zmanipulována (na cizí tělo namontována Courbettova hlava).[11]
8. Dalším známým pokusem zapojit fotomontáž do propagandistických služeb je fotografie popravy generálů Lecomta a Thomase. Poprava se nikdy nekonala, generálové sice zahynuli v první den Komuny 18. března 1871, ale stali se obětí rozvášněného davu, nikoliv promyšlené akce Komuny. Tato událost nebyla fotograficky dokumentována. Její záběr byl vyroben dodatečně s pařížskými herci v kostýmech.[11]
9. 20. května 1920 Lenin na snímku hovoří na Sverdlovském náměstí a po jeho boku stojí Lev Davidovič Trockij a Lev Kameněv. Ze snímku byli později Trockij a Kameněv komunistickým režimem odstraněni.
10. William Hope v roce 1905 začal produkovat takzvané „fotografie duchovního světa“.
11. Víly z Cottingley je pojmenování série pěti fotografií, které pořídily dvě mladé sestřenice Elsie Wrightová a Frances Griffithsová žijící ve městě Cottingley poblíž Bradfordu v Anglii. V roce 1917, kdy pořídily první ze dvou fotografií, bylo Elsie 16 let a Frances 10. Snímky přilákaly pozornost spisovatele sira Arthura Conana Doyleho, který je využil jako ilustraci k článku o vílách pro vánoční vydání časopisu Strand v roce 1920. Conan Doyle, jako spiritualista, byl fotografiemi nadšen a interpretoval je jako jasné a viditelné známky duchovních jevů. Veřejné reakce byly smíšené, někteří považovali obrazy za pravé, jiní však byli přesvědčeni, že jsou falešné. Zájem o víly z Cottingley po roce 1921 postupně klesal. Obě dívky vyrostly, vdaly se a nějakou dobu žily v zahraničí. Fotografie přesto udržovaly představivost veřejnosti, v roce 1966 reportér z novin Daily Express vyhledal Elsie, která se vrátila do Velké Británie. Elsie připustila možnost, že si myslela, že fotografovala své představy a média se opět začala o příběh zajímat. Na počátku 80. let Elsie s Frances prohlásily, že fotografie byly zfalšované pomocí vystřižené víly zkopírované z populární dětské knížky, ale Frances až do konce svého života tvrdila, že pátá a poslední fotografie je skutečná.
12. 1945 Snímek Vztyčení vlajky nad Reichstagem v Berlíně. Její autor Jevgenij Chalděj nezachytil autentickou scénu, celý záběr naaranžoval dva dny po skutečném umístění vlajky nad Berlínem.[5] Chaldej později přiznal, že jednomu vojákovi vymazal hodinky na pravé ruce, protože je měl na obou zápěstích.[12] Původní voják se jmenoval Michail Minin, bylo mu 23 let a vyšplhal se na střechu budovy 30. dubna 1945 ve 22:40, tedy v době, kdy na reportážní fotografování byla již tma.
13. 21. března 1953 nezájem lidí o nově zvoleného prezidenta, Antonína Zápotockého, vyřešili retušéři přidáním jásajícího davu.[13]
14. Předseda vlády Klement Gottwald hovoří s prezidentem Antonínem Zápotockým a místopředsedou vlády Viliamem Širokým. Setkání se rovněž zúčastnil ústřední tajemník KSČ Rudolf Slánský a druhý místopředseda vlády Zdeněk Fierlinger. V 50. letech byli Slánský a Fierlinger vyretušováni. Rudolf Slánský proto, že byl jako hlava tzv. „protistátního spikleneckého centra“ v roce 1952 odsouzen a popraven. Fierlinger pravděpodobně spíše z kompozičních důvodů, neboť prý oblibu u KSČ nikdy neztratil. Rudolf Slánský zmizel i z fotografií dokumentujících Slovenské národní povstání, kde sehrál roli komunistického delegáta ve štábu povstalců.[13]
15. Ze snímku Stalinovy procházky s ministrem pro lodní dopravu Nikolajem Ježovem na břehu řeky Volhy byl vyretušován ministr a byl nahrazen řekou Volhou.
16. Pražské jaro 30. března 1968, Pražský hrad, přehlídka před Katedrálou sv. Víta. Na fotografii byli zleva Josef Smrkovský, předseda Národního shromáždění, Alexandr Dubček a prezident Ludvík Svoboda. Po srpnové invazi spojeneckých vojsk do Československa byl Dubček vyretušován, zůstala z něj jen zapomenutá pravá bota.[5]
17. Nejen v prvním funkčním období prezidenta George W. Bushe byly (zřejmě na popud šéfa jeho kampaně, Carla Rovea) fotografie prezidenta např. z jeho projevů a vystoupení retušovány mimo jiné vložením prezidentského nebo jiného znaku na pozadí fotografie situovaného za prezidentovu hlavu tak, že výsledek subjektivně připomínal svatozář.[14] „Svatozář“ na fotografiích se často objevuje i u jeho nástupce Baracka H. Obamy.[15][16]
18. 2006 Adnan Hadždž a jeho fotografie pro Reuters zvané Reutersgate.
19. Francouzskému prezidentovi Sarkozymu novináři týdeníku Paris Match na fotografii z dovolené vyretušovali faldy kolem pasu.[17]
20. Francouzské ministryni spravedlnosti Datiové redaktoři deníku Le Figaro z fotografie vyretušovali drahý prsten osázený diamanty.[18]
21. Židovské noviny Di Tzeitung vyretušovaly v květnu 2011 z fotografie amerických nejvyšších činitelů sledující průběh zabití Usáma bin Ládina všechny ženy, včetně ministryně zahraničí, Hillary Clintonové.[19][20]
22. Agentura Reuters a the British Times zveřejnily údajné fotografie zabitého Osámy bin Ládina, která byla mj. ukázána na brífinku výboru ozbrojených sil USA některým senátorům. Ve skutečnosti šlo o fotografii muže zastřeleného z pákistánské helikoptéry v oblasti Abbotabádu. Doplněn byl Usámův nos a plnovous.[21]
23. Na webových stránkách města Chuej-li byla publikována fotografie dopravních inspektorů obhlížejících nově dokončenou dálnici na jihozápadě Číny. Fotografovi se ale původní snímek nezdál kvalitní a tak se pokusil o fotomontáž, kde úředníky digitálně „zasadil“ do jiného místa. Jeho práce byla ale natolik nezdařená a manipulace očividná, že poté, co ji objevil deník The Guardian, v krátké době „obletěla svět“ coby nechtěná virální kampaň a stala se předmětem mnoha parodií.[22]

Byl jsem manipulován, a sám jsem manipuloval s ostatními, nahráváním jejich reakci na utrpení a neštěstí. Takže je vina v obou směrech: provinění, protože nepraktikuji náboženství, provinění, protože jsem byl schopen odejít, zatímco jeden muž umíral hladem nebo zastřelil jiného muže. Jsem vyčerpaný svou vinou, unavený tím pořád si říkat: „Nezabil jsem toho muže na fotografii, nevyhladověl jsem to dítě.“ To je ten důvod, proč chci fotografovat krajiny a květiny. Odsuzuji se sám sebe k míru.
Donald McCullin, Londýn, srpen 1987

## Galerie

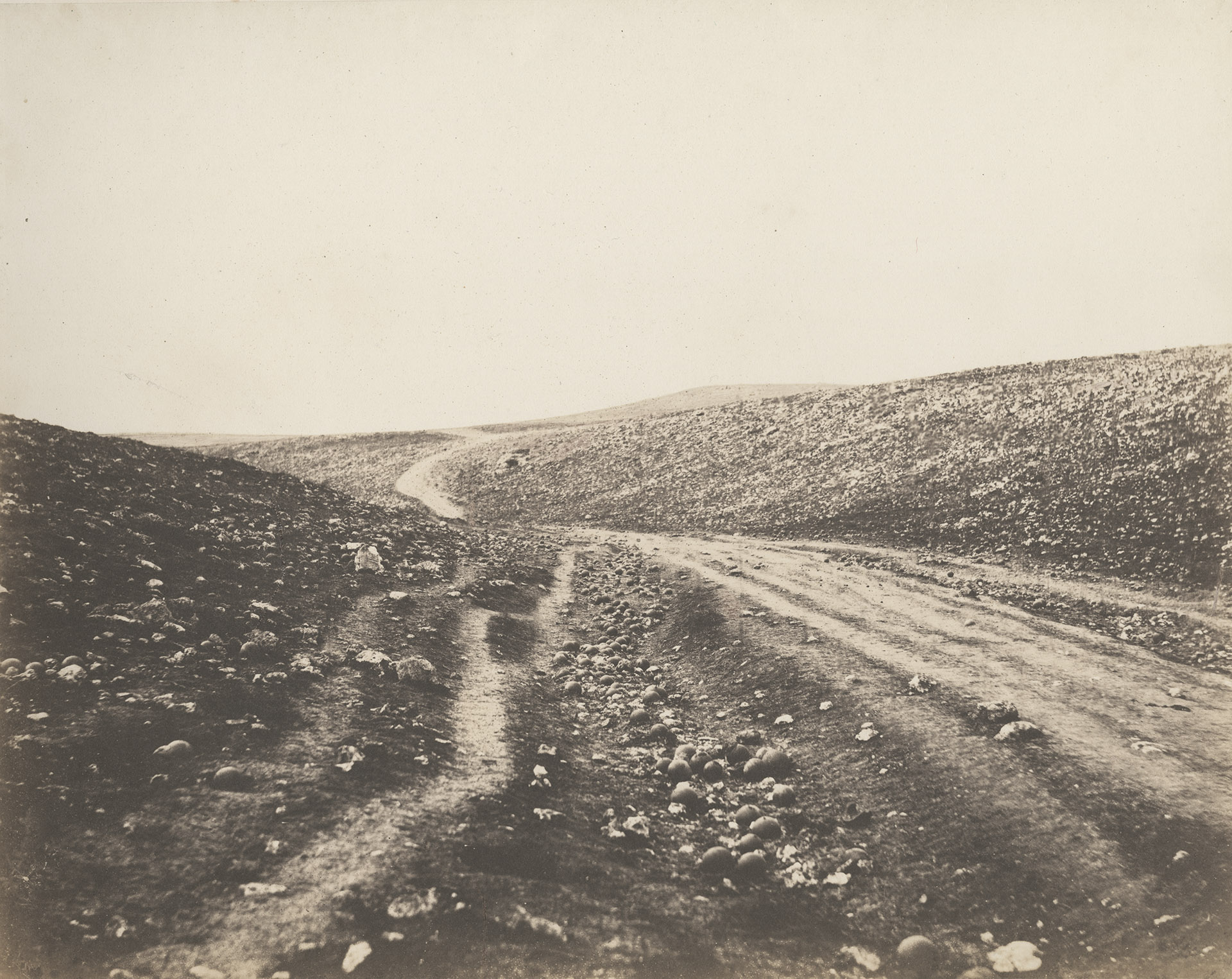
Roger Fenton: Údolí stínu smrti s prázdnou cestou, 1855
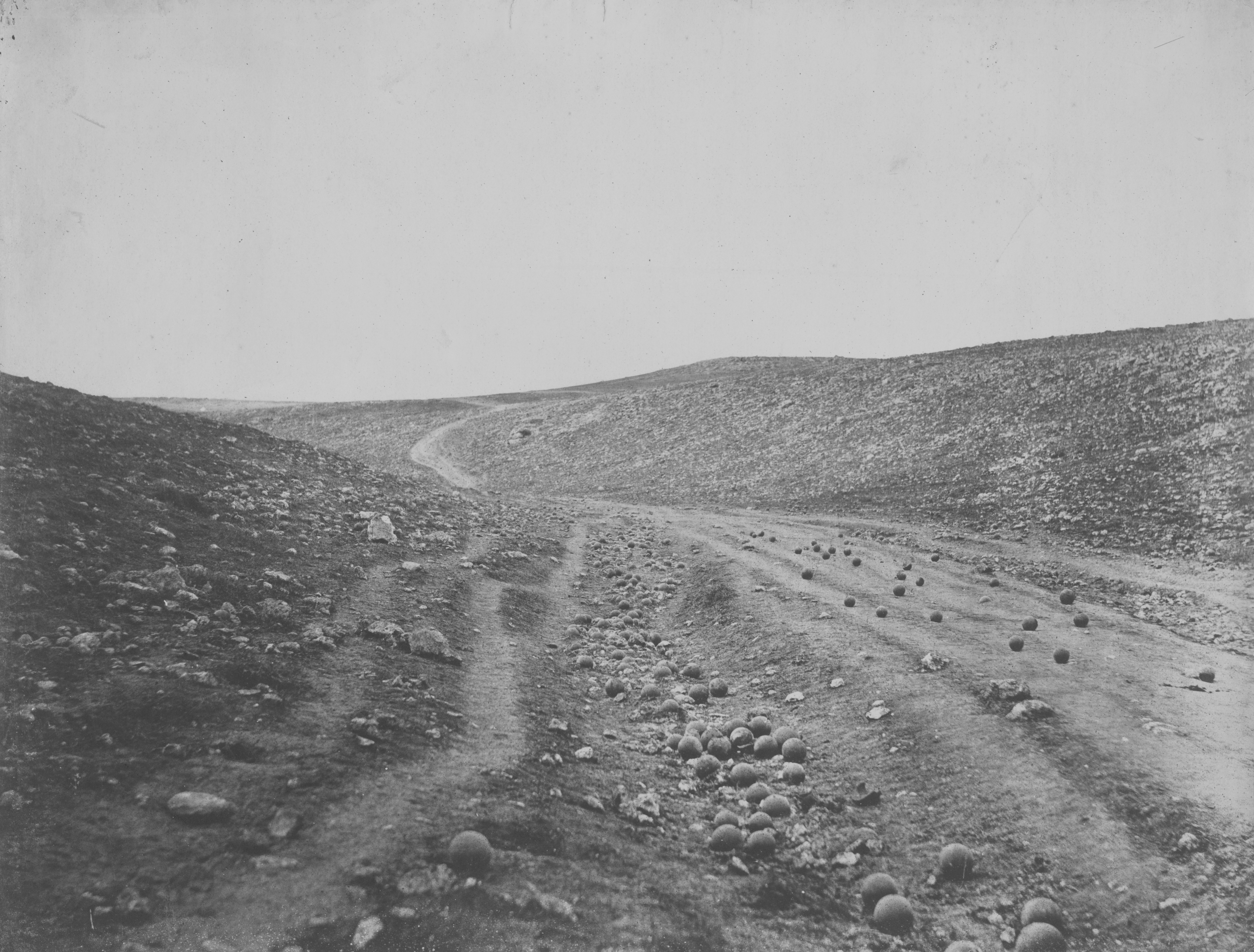
Roger Fenton: Údolí stínu smrti s cestou plnou dělostřeleckých koulí, 1855
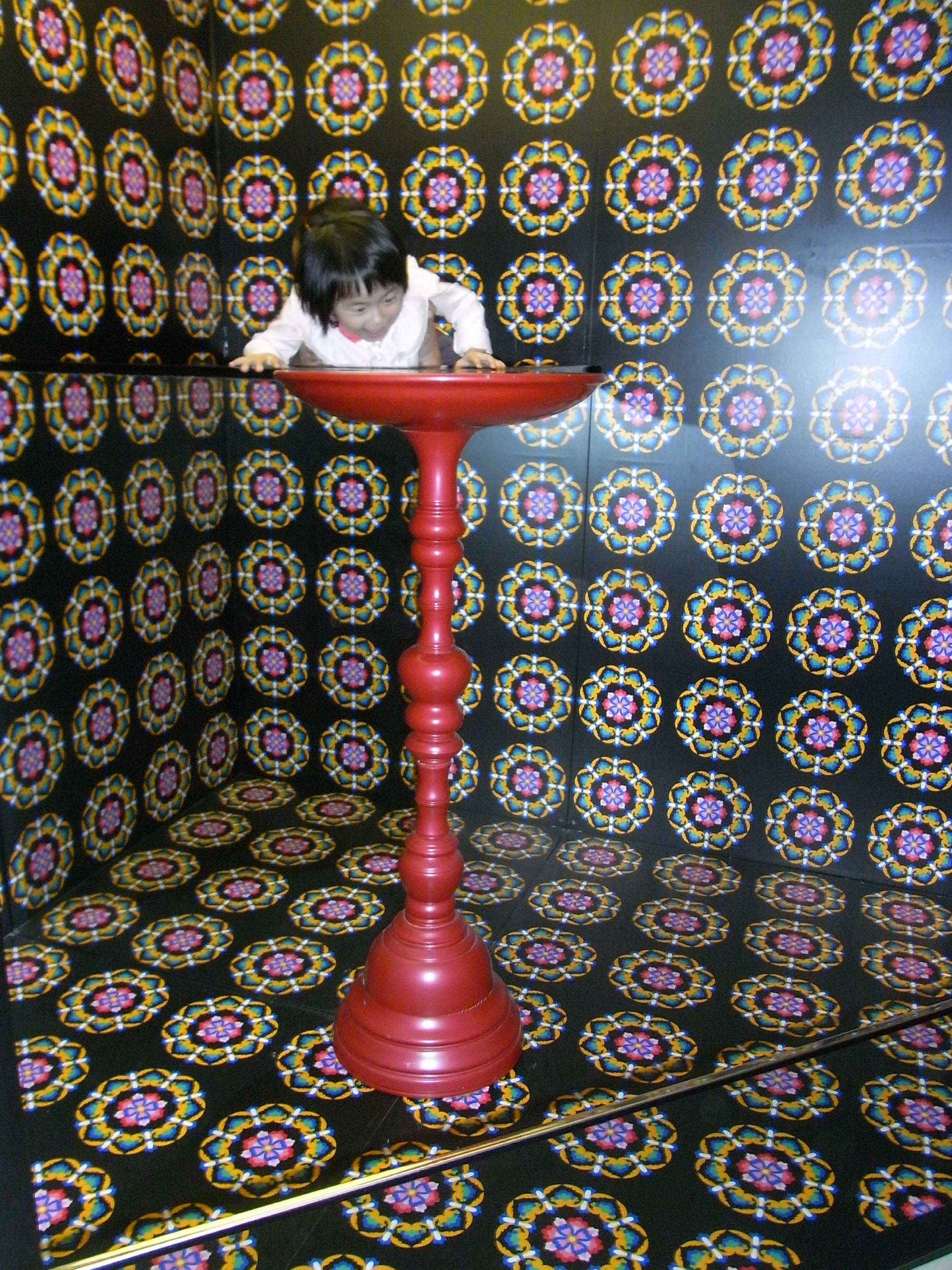
Některé snímky vzniknou využitím optického klamu
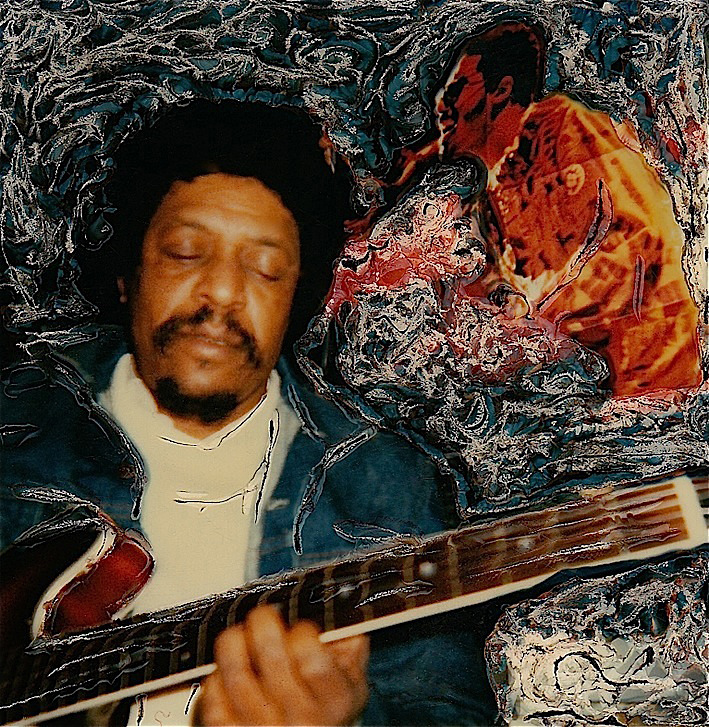
Augusto De Luca: Polaroid, 1986
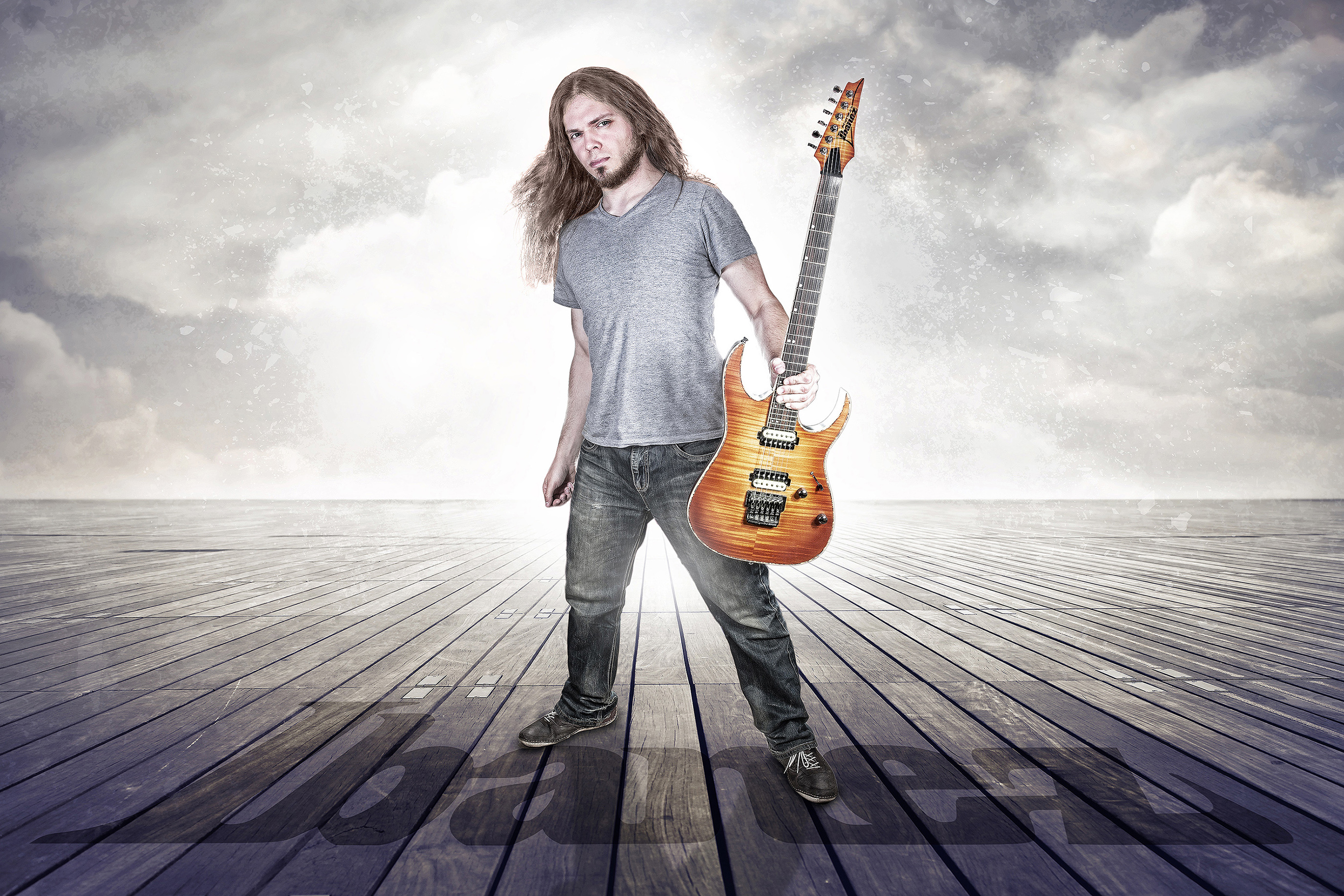
Michael Liewald, 2018